# L'ultima notte di Amore
L'ultima notte di Amore è un film del 2023 scritto e diretto da Andrea Di Stefano, qui al suo primo lungometraggio girato in Italia.

## Trama
Per festeggiare il pensionamento di suo marito, l'incorruttibile poliziotto Franco Amore, Viviana gli organizza una festa a sorpresa con l’aiuto di amici e parenti. Quando arriva a casa dopo una corsetta, l'uomo si mostra particolarmente emozionato e, guardando in una precisa direzione, scoppia in lacrime dando poi la colpa all'emozione. Poco dopo riceve una telefonata: sulla tangenziale est c'è stata una sparatoria ed è richiesto il suo supporto. 
Dieci giorni prima. Franco accorre in aiuto di Cosimo, cugino non integerrimo di Viviana, perché il boss Zhu Zhang ha avuto un attacco cardiaco mentre si intrattenevano con delle escort. Zhang, salvato dal poliziotto, vuole sdebitarsi con lui e gli propone di allestire per il suo entourage un servizio di security. Franco accetta capendo, inizialmente, che l'incarico avrebbe inizio a pensione raggiunta, ma poco dopo scopre che proprio nell'ultima notte di attività in polizia dovrà scortare da Malpensa la signora Fei Fei, una donna cinese che è anche corriere di una partita di diamanti. Malgrado i primi tentennamenti Franco, anche su pressione di Cosimo, decide di non rimangiarsi la parola, ma sottolinea che non intende lavorare per gente armata o in possesso di stupefacenti. I cinesi lo rassicurano su questo aspetto, così l'uomo chiede aiuto al collega e caro amico Dino Ruggeri per svolgere al meglio l'incarico. 
Nella fatidica notte, Fei Fei arriva a Malpensa provvista di valigetta piena di diamanti e col fidanzato Chun-Ba; Franco e Dino, titubanti di fronte all'imprevista presenza di un altro individuo, decidono comunque di procedere. Lungo il tragitto in autostrada, la loro auto si ritrova con una gomma a terra; Franco è convinto che sia stata appositamente tagliata da un motociclista avvicinatosi poco prima. Come se non bastasse, vengono fermati da due Carabinieri che si dimostrano particolarmente scortesi: una di loro, Daria Criscito, li tempesta di domande e poco dopo l'altro, Armando Guerra, chiede che gli venga consegnata la valigetta. Ne scaturisce uno scontro a fuoco: Chun-Ba si rivela armato e spara ai due gendarmi lasciando gravemente ferita lei e uccidendo lui per poi rimanere a sua volta senza vita. Fei Fei fugge coi diamanti ma viene raggiunta e freddata da Daria, che muore poco dopo per le ferite riportate; fa in tempo a dire a Franco: «Avevano detto che non avresti sparato». Anche Dino rimane vittima della sparatoria.   
Franco si ritrova unico superstite della carneficina. Dopo aver nascosto i diamanti tirandoli su un ponte sopra l'autostrada, telefona a Viviana la quale accorre con vestiti per attività sportiva e poi torna a casa per accogliere gli invitati. Suo marito arriva poco dopo e, in casa, piange quando vede, tra i presenti, il figlio di Dino, Ernesto. 
Nuovamente giunto sul luogo del massacro, scoprendosi sorvegliato da Zhang ma anche da altri loschi figuri, Franco riesce a tornare in possesso dei diamanti e a fuggire facendo perdere le sue tracce. Ripensando alle ultime parole di Daria realizza che dietro al losco piano in cui è finito c'è Cosimo, il quale, malmenato a dovere e portato al cospetto dei cinesi, rivela che aveva orchestrato tutto col genero di Zhang pensando che Franco, mai stato propenso a sparare, non avrebbe assolutamente reagito al contrattempo. Zhang focalizza l'innocenza del poliziotto ma, quando chiede i suoi diamanti, lui gli spiega che se li terrà perché, al di là del fatto che gli era stata assicurata l'assenza di armi nell'incarico, un giorno questa storia lo farà finire in galera e ha pur da badare alla sua famiglia; peraltro, ora deve mantenere anche il figlio del suo caro amico Dino. 
Tornato in macchina, Franco si collega alle radio dei suoi colleghi e dà loro l'addio. Mentre è commosso dai numerosi messaggi d'affetto che riceve, la sua attenzione viene catturata da un uomo che si avvicina.

## Produzione
Il lungometraggio è stato girato prevalentemente a Milano, in particolar modo sulla tangenziale della città. 
Come consulente alla sceneggiatura è stato contattato Armando Scarpino, ex Carabiniere che nel film interpreta l'appuntato Armando Guerra. 

## Colonna sonora
1. Fate Tiptoes to a Party - Santi Pulvirenti
2. Last Night - Santi Pulvirenti
3. Fathers - Santi Pulvirenti
4. The Mechanics of Amore - Santi Pulvirenti
5. The Ambition of Being Honest - Santi Pulvirenti
6. Spectrum - Santi Pulvirenti
7. Alba - Santi Pulvirenti
8. The Brain of a Dying Man - Santi Pulvirenti
9. Melò Dia - Santi Pulvirenti
10. The Sky Is Looking Down at You - Santi Pulvirenti
11. The Carp - Santi Pulvirenti
12. Don't Do It - Santi Pulvirenti
13. Milano da bere - Santi Pulvirenti

## Distribuzione
Il film è stato selezionato al Berlinale Special Gala del Festival di Berlino 2023, dove è stato presentato in anteprima mondiale il 24 febbraio.  Ha avuto distribuzione nelle sale cinematografiche a partire dal 9 marzo 2023. 

## Accoglienza

### Incassi
Il film ha incassato 3,5 milioni di euro. 

## Riconoscimenti
- 2024 - David di Donatello
  - Candidatura a miglior regista ad Andrea Di Stefano
  - Candidatura a migliore attrice protagonista a Linda Caridi
  - Candidatura a miglior compositore a Santi Pulvirenti
  - Candidatura a miglior montatore a Giogiò Franchini

- 2023 - Nastri d'argento
  - Candidatura a miglior regia a Andrea Di Stefano.
  - Candidatura a miglior attore protagonista a Pierfrancesco Favino
  - Candidatura a miglior attrice protagonista a Linda Caridi
  - Candidatura a miglior attore non protagonista a Francesco Di Leva
  - Candidatura a miglior montaggio a Giogiò Franchini

- 2023 - Noir in Festival[7]
  - Premio Claudio Caligari al miglior film noir italiano

- 2023 – Ciak d'oro
  - Migliore attrice protagonista a Linda Caridi
  - Candidatura a miglior film drammatico
  - Candidatura a migliore attore protagonista a Pierfrancesco Favino